# Lithobius decessus
Lithobius decessus är en mångfotingart som beskrevs av Carl Graf Attems 1901. Lithobius decessus ingår i släktet Lithobius och familjen stenkrypare. Inga underarter finns listade i Catalogue of Life.